# سيلفان بارير
سيلفان بارير (بالفرنسية: Sylvain Barrier) مواليد 20 أكتوبر 1988 في أويونا، رون ألب، فرنسا، هو متسابق دراجات نارية فرنسي. نافس في بطولة العالم للسوبربايك.

## روابط خارجية
- سيلفان بارير على موقع WorldSBK.com (الإنجليزية)